# Jimmy McLarnin
James Archibald McLarnin, soprannominato "Baby Faced Assassin" (County Down, 19 dicembre 1907 – 28 ottobre 2004), è stato un pugile canadese nato in Irlanda del Nord.
La International Boxing Hall of Fame lo ha riconosciuto tra i più grandi pugili di ogni tempo.

## La carriera
Di famiglia ebraica proveniente dall'Irlanda, divenne professionista nel 1923.
Campione del mondo dei pesi welter dal 29 maggio 1933, data in cui batté il campione italoamericano Young Corbett III, mantenne il titolo fino al 1935, quando fu sconfitto da Barney Ross, un altro campione di religione ebraica.
Le principali sfide le sostenne con Tony Canzoneri, Billy Petrolle e Lou Ambers.